# Eumedonia confluens
Eumedonia confluens är en fjärilsart som beskrevs av Burrau 1953. Eumedonia confluens ingår i släktet Eumedonia och familjen juvelvingar. Inga underarter finns listade i Catalogue of Life.